# راندال دالي آدامز
راندال دالي آدامز (بالإنجليزية: Randall Dale Adams)‏ هو عامل أمريكي، ولد في 17 ديسمبر 1948 في غروف سيتي في الولايات المتحدة، وتوفي في 30 أكتوبر 2010 في واشنطن كورت هاوس في الولايات المتحدة.

## وصلات خارجية
- راندال دالي آدامز على موقع إن إن دي بي (الإنجليزية)